# Isidore Goudeket

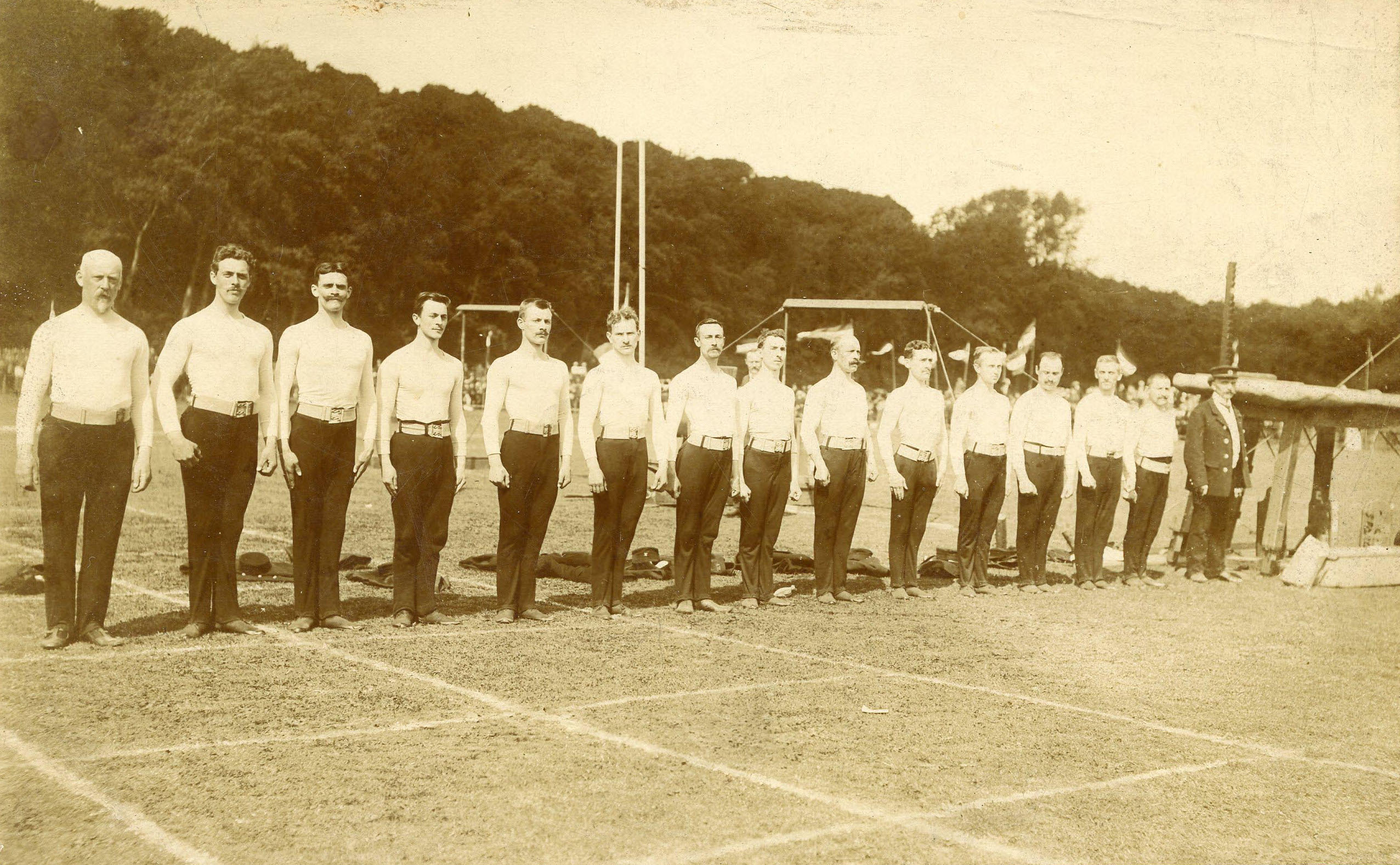
De Nederlandse turnploeg op de Olympische Zomerspelen 1908. Goudeket waarschijnlijk derde van rechts.

Isidore Goudeket (Amsterdam, 1 augustus 1883 - Sobibór, 9 juli 1943) was een Nederlands gymnast.
Goudeket nam met het Nederlands team deel aan de Olympische Zomerspelen in 1908 waar het team als zevende eindigde en hij individueel tweeënzestigste werd. Hij was lid van Spartacus in Amsterdam. Goudeket, die van joodse komaf was, kwam in de Tweede Wereldoorlog om in concentratiekamp Sobibór.